# Vadnagar
Vadnagar (en hindi: वड़नगर, en gujarati: વડનગર) est une ville indienne de l'état du Gujarat. Elle se situe à 35 km de la ville de Mehsana.

## Personnalité lié à la commune
- Narendra Modi (1950-), premier ministre de l'Inde depuis 2014, y est né.